# Frou Frou (gruppo musicale)
I Frou Frou sono stati un duo di musica elettronica britannico formato da Imogen Heap e Guy Sigsworth, che hanno pubblicato il loro unico album, Details, nel 2002. La voce è quella di Heap. L'anno successivo, nel 2003, dopo aver riscosso successo a livello europeo, si sciolsero per dedicarsi a progetti solisti.

## Storia del gruppo
I due si conobbero nel 1998, nel periodo della scrittura e registrazione dell'album di debutto di Imogen. Successivamente, prima del progetto Frou Frou, hanno anche scritto testi per Madonna e i Lamb. Solo successivamente, nel 2001, nacque l'idea del progetto, il cui nome deriva da una poesia di Arthur Rimbaud del 1870 ed è un'onomatopea in francese che ricorda il fruscio delle gonne delle ballerine di can-can. Nel 2002 i Frou Frou firmano un contratto con le etichette Universal Records e Island Records per l'Europa e la MCA Records per gli Stati Uniti d'America. Il loro album di debutto, Details, vede la luce nell'agosto del 2002 e presenta elementi di musica elettronica, trip hop e pop.
Dall'album sono stati estratti quattro singoli: l'apripista è Breathe In, che riscuote successo particolarmente in Italia dove arriva diciannovesimo in classifica, mentre meno fortunati sono invece i seguenti Let Go, Must Be Dreaming e It's Good to Be in Love, quest'ultimo però conosciutissimo in Italia grazie all'utilizzo della canzone come colonna sonora di uno spot per un gelato, andato in onda per diverse estati. Per promuovere il non fortunatissimo album è stato girato anche un video per la canzone The Dumbing Down of Love.

## Discografia

### Album in studio
- 2002 – Details

### Singoli
- 2002 – Breathe In
- 2002 – Let Go
- 2002 – Must Be Dreaming
- 2003 – It's Good to Be in Love